# 레온 아스킨

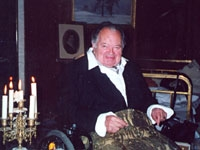

레온 아스킨(Leon Askin, 1907년 9월 18일 ~ 2005년 6월 3일)은 오스트리아의 각본가, 연극 배우, 영화배우, 텔레비전 배우이다.
빈에서 태어났으며 빈에서 사망하였다.

## 영화
- 프라이트메어 (1983년)
- 에어플레인 2 (1982년)
- 유인원으로 (1981년)
- 용감한 형제 (1977년)
- 닥터 데스: 시커 오브 소울 (1973년)
- 황야의 산 세바스찬 (1968년)
- 폴라인의 모험 (1967년)
- 런던 대소동 (1967년)
- 아빠, 전쟁에서 무슨 일이? (1966년)
- 호간의 영웅들 (1965년)
- 방해하지 마세요 (1965년)
- 첩보원 0011 (1964년)
- 원, 투, 쓰리 (1961년)
- 신바드의 아들  (1955년)
- 슈퍼맨 - 54년작 3 (1954년)
- 잉카의 비밀 (1954년)
- 스파이 소동 (1954년)
- 차이나 벤처 (1953년)
- 바그다드의 베일  (1953년)
- 성의 (1953년)
- 발리로 가는 길 (1952년)